# Volksabstimmung in Österreich über den Beitritt zur Europäischen Union

Beitrittsverhandlungen zur EU 1992–94:

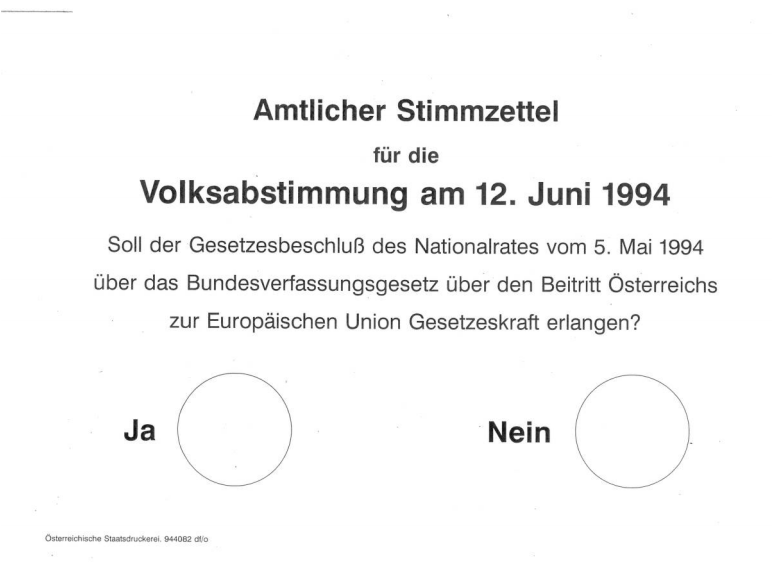
Amtlicher Stimmzettel für die Volksabstimmung

Am 12. Juni 1994 fand eine Volksabstimmung in Österreich über den Beitritt des Landes zur Europäischen Gemeinschaft (EG) statt. 66,6 % der Abstimmenden befürworteten den geplanten EG-Beitritt. Die Wahlbeteiligung betrug 82,3 %.
Der Beschluss des Beitrittsvertrages durch den Nationalrat fand am 11. November dieses Jahres statt, die Zustimmung des Bundesrates am 17. November. Der EG-Beitritt Österreichs erfolgte dann per 1. Jänner 1995 (EFTA-Erweiterung der EG).

## Vorgeschichte
Nach dem Zweiten Weltkrieg hatte Österreich im Staatsvertrag 1955 seine staatliche Souveränität wiedererlangt. In Artikel 4 des Staatsvertrags, dessen Garantiemächte die vier Siegermächte Sowjetunion, Großbritannien, Frankreich und die Vereinigten Staaten waren, verpflichtete sich Österreich, keine wie immer geartete politische oder wirtschaftliche Vereinigung mit Deutschland ein[zu]gehen („Anschlussverbot“). In den folgenden Jahrzehnten wurde dieser Passus so interpretiert, dass dadurch ein Beitritt Österreichs zur Europäischen Wirtschaftsgemeinschaft, zu deren Gründungsmitgliedern die westdeutsche Bundesrepublik gehörte, unmöglich sei. Auch wenn dagegen argumentiert wurde, dass der westdeutsche Staat nur einen Teil der multinationalen EWG ausmache, beharrte insbesondere die Sowjetunion bis zuletzt auf diesem Standpunkt.
Trotzdem kam es zu einer Vielzahl von Abkommen zwischen der EWG und Österreich und die EWG-Staaten entwickelten sich insbesondere nach Abschluss des Freihandelsabkommens vom 1. Jänner 1973 zum wichtigsten Handels- und Wirtschaftspartner Österreichs.
Nach der Auflösung der Sowjetunion in den Jahren 1989–91 erschien die Möglichkeit eines EU-Beitritts nunmehr gegeben. Der Beitritt wurde von den meisten führenden politischen Exponenten und Parteien in Österreich befürwortet, so auch von dem seit 1986 amtierenden Bundeskanzler Franz Vranitzky (SPÖ), der ab 1987 in einer Koalition mit der ÖVP regierte. Am 29. Juni 1989 kam es zu einer Entschließung des Nationalrates, in der die Regierung aufgefordert wurde, die Mitgliedschaft Österreichs bei den Europäischen Gemeinschaften zu beantragen. Dieser Antrag wurde am 17. Juli 1989 dann offiziell gestellt. Am 1. Februar 1993 wurden die Beitrittsverhandlungen der EG mit Österreich (und auch mit Schweden und Finnland, sowie wenig später auch Norwegen) begonnen und am 12. April 1994 abgeschlossen. Am 5. Mai 1994 stimmte der Nationalrat mit 140 gegen 35 Stimmen dem Beitritt zu und am 7. Mai 1994 folgte die Zustimmung des Bundesrats mit 51 gegen 11 Stimmen.
Am 9. Mai 1994 ordnete Bundespräsident Thomas Klestil die Durchführung einer Volksabstimmung am 12. Juni 1994 über den EU-Beitritt an.
Gegen den EG-Beitritt sprachen sich die Freiheitliche Partei Österreichs (FPÖ) unter Jörg Haider, die Grünen und kleinere Gruppierungen im linken Spektrum aus, die den Beitritt auch als Heim ins Reich bezeichneten. Die FPÖ hatte anfänglich einen EWG-Beitritt befürwortet, aber dann ihre Einschätzung geändert. Das Hauptargument der FPÖ war der angebliche Bürokratismus und Zentralismus der Brüssler EG-Gremien, der zu einem Verlust der österreichischen Identität führen würde. Im Wahlkampf bediente sich die FPÖ ausgesprochen populistischer Argumente. Die Regierungsparteien SPÖ und ÖVP argumentieren vor allem mit den zu erwartenden wirtschaftspolitischen Vorteilen des gemeinsamen Marktes. In Tirol befürchteten EU-Gegner eine massive Zunahme des Nord-Süd-Transitverkehrs über den Brennerpass mit entsprechenden negativen Folgen für die Umwelt und den Tourismus. Landwirte befürchteten einen Einkommensverlust durch die Angleichung an das merklich niedrigere Preisniveau für Agrarprodukte in der EU.
Die Grünen und Linken misstrauten der kapitalistischen und westlichen Orientierung der EG sowie den angeblich ungenügenden Umwelt-Standards. Außerdem schotte sich die EU mit ihrer restriktiven Asyl- und Migrationspolitik gegenüber der restlichen Welt ab.

## Abstimmung und Ergebnisse
Die den Wählern vorgelegte Frage, die mit „Ja“ oder „Nein“ zu beantworten war, lautete:
„Soll der Gesetzesbeschluss des Nationalrates vom 5. Mai 1994 über das Bundesverfassungsgesetz über den Beitritt Österreichs zur Europäischen Union Gesetzeskraft erlangen?“
Die Abstimmung fand am 12. Juni 1994 statt.

### Ergebnis nach Bundesländern

Ergebnis nach Bundesländern

In allen Bundesländern ergab sich mehrheitlich ein Ja-Votum.
| Bundesland       | Wahl- berechtigte | Gültige Stimmen | Ja-Stimmen | Ja-Stimmen in % | Nein-Stimmen | Nein-Stimmen in % |
| ---------------- | ----------------- | --------------- | ---------- | --------------- | ------------ | ----------------- |
| Burgenland       | 213.090           | 198.279         | 148.041    | 74,7            | 50.238       | 25,3              |
| Steiermark       | 907.991           | 728.037         | 501.481    | 68,9            | 226.556      | 31,1              |
| Kärnten          | 420.630           | 340.867         | 232.457    | 68,2            | 108.410      | 31,8              |
| Niederösterreich | 1.115.663         | 999.471         | 678.988    | 67,9            | 320.483      | 32,1              |
| Vorarlberg       | 221.863           | 177.506         | 118.206    | 66,6            | 59.300       | 33,4              |
| Wien             | 1.133.690         | 820.675         | 542.905    | 66,2            | 277.770      | 33,8              |
| Oberösterreich   | 974.865           | 824.512         | 539.965    | 65,5            | 284.547      | 34,5              |
| Salzburg         | 347.387           | 284.283         | 184.948    | 65,1            | 99.335       | 34,9              |
| Tirol            | 455.396           | 351.201         | 198.990    | 56,7            | 152.211      | 43,3              |
| Gesamt           | 5.790.578         | 4.724.831       | 3.145.981  | 66,6            | 1.578.850    | 33,4              |

### Ergebnis nach Stimmbezirken

Ergebnis nach Stimmbezirken (Nummerierung siehe Tabelle)

Die folgende Liste gibt das Ergebnis der Abstimmung nach Stimmbezirken wieder.
| Stimmbezirk | Stimmbezirk              | Stimm- berechtigte | Abgegebene Stimmen | Abgegebene Stimmen | Stimm- beteiligung | Ja-Stimmen | Ja-Stimmen | Nein- Stimmen absolut |
| Nr          | Name                     | Stimm- berechtigte | insgesamt          | ungültig in %      | Stimm- beteiligung | absolut    | in %       | Nein- Stimmen absolut |
| ----------- | ------------------------ | ------------------ | ------------------ | ------------------ | ------------------ | ---------- | ---------- | --------------------- |
| 1A          | Burgenland Nord          | 104.257            | 102.079            | 1,0                | 97,9               | 74.355     | 73,6       | 26.714                |
| 1B          | Burgenland Süd           | 108.833            | 98.292             | 1,1                | 90,3               | 73.686     | 75,8       | 23.524                |
| 2A          | Klagenfurt               | 110.479            | 89.096             | 1,0                | 80,6               | 60.781     | 68,9       | 27.382                |
| 2B          | Villach                  | 90.883             | 76.268             | 0,9                | 83,9               | 52.503     | 69,5       | 23.065                |
| 2C          | Kärnten West             | 98.363             | 80.872             | 0,9                | 82,2               | 53.660     | 67,0       | 26.449                |
| 2D          | Kärnten Ost              | 120.905            | 98.218             | 1,2                | 81,2               | 65.513     | 67,5       | 31.514                |
| 3A          | Weinviertel              | 202.161            | 184.400            | 1,1                | 91,2               | 124.498    | 68,3       | 57.906                |
| 3B          | Waldviertel              | 173.380            | 158.720            | 1,3                | 91,5               | 102.927    | 65,7       | 53.758                |
| 3C          | Mostviertel              | 171.891            | 153.193            | 1,3                | 89,1               | 99.469     | 65,8       | 51.786                |
| 3D          | Niederösterreich Mitte   | 167.514            | 152.454            | 1,2                | 91,0               | 100.590    | 66,8       | 49.974                |
| 3E          | Niederösterreich Süd     | 141.446            | 130.415            | 1,1                | 92,2               | 89.584     | 69,4       | 39.454                |
| 3F          | Wien Umgebung            | 145.318            | 128.993            | 0,8                | 88,8               | 90.268     | 70,5       | 37.719                |
| 3G          | Niederösterreich Süd-Ost | 113.953            | 102.373            | 0,8                | 89,8               | 71.652     | 70,6       | 29.886                |
| 4A          | Linz und Umgebung        | 228.888            | 184.932            | 0,8                | 80,8               | 133.911    | 73,0       | 49.564                |
| 4B          | Innviertel               | 148.982            | 125.446            | 1,1                | 84,2               | 73.709     | 59,4       | 50.408                |
| 4C          | Hausruckviertel          | 235.240            | 203.994            | 1,0                | 86,7               | 126.989    | 62,9       | 74.960                |
| 4D          | Traunviertel             | 180.327            | 159.045            | 1,0                | 88,2               | 100.634    | 63,9       | 56.772                |
| 4E          | Mühlviertel              | 181.428            | 159.354            | 1,1                | 87,8               | 104.722    | 66,5       | 52.843                |
| 5A          | Salzburg Stadt           | 101.866            | 77.631             | 0,7                | 76,2               | 50.147     | 65,0       | 26.965                |
| 5B          | Flachgau/Tennengau       | 121.975            | 104.809            | 0,8                | 85,9               | 65.750     | 63,2       | 38.215                |
| 5C          | Lungau/Pinzgau/Pongau    | 123.546            | 103.923            | 0,7                | 84,1               | 69.051     | 66,9       | 34.155                |
| 6A          | Graz                     | 181.268            | 137.287            | 0,9                | 75,7               | 96.003     | 70,5       | 40.084                |
| 6B          | Steiermark Mitte         | 135.078            | 108.540            | 1,0                | 80,4               | 72.557     | 67,5       | 34.935                |
| 6C          | Steiermark Süd           | 101.030            | 80.001             | 1,1                | 79,2               | 52.501     | 66,3       | 26.652                |
| 6D          | Steiermark Süd-Ost       | 85.818             | 70.437             | 1,2                | 82,1               | 43.648     | 62,7       | 25.953                |
| 6E          | Steiermark Ost           | 112.345            | 96.151             | 1,0                | 85,6               | 62.828     | 66,0       | 32.348                |
| 6F          | Steiermark Nord          | 87.741             | 73.494             | 1,0                | 83,8               | 54.851     | 75,4       | 17.909                |
| 6G          | Steiermark Nord-West     | 119.161            | 99.628             | 0,9                | 83,6               | 69.672     | 70,6       | 29.065                |
| 6H          | Steiermark West          | 85.550             | 69.618             | 0,8                | 81,4               | 49.421     | 71,6       | 19.610                |
| 7A          | Innsbruck                | 82.911             | 64.019             | 0,6                | 77,2               | 37.008     | 58,2       | 26.602                |
| 7B          | Innsbruck-Land           | 150.724            | 117.173            | 0,5                | 77,7               | 63.502     | 54,5       | 53.063                |
| 7C          | Unterland                | 101.952            | 80.844             | 0,6                | 79,3               | 44.994     | 56,0       | 35.383                |
| 7D          | Oberland                 | 83.038             | 63.183             | 0,5                | 76,1               | 35.225     | 56,0       | 27.646                |
| 7E          | Osttirol                 | 36.771             | 27.945             | 0,6                | 76,0               | 18.261     | 65,7       | 9.517                 |
| 8A          | Vorarlberg Nord          | 123.768            | 99.266             | 0,6                | 80,2               | 67.117     | 68,0       | 31.588                |
| 8B          | Vorarlberg Süd           | 98.095             | 79.216             | 0,5                | 80,8               | 51.089     | 64,8       | 27.712                |
| 9A          | Wien Innen-Süd           | 115.492            | 81.277             | 0,8                | 70,4               | 53.043     | 65,8       | 27.600                |
| 9B          | Wien Innen-West          | 114.356            | 80.577             | 0,7                | 70,5               | 55.506     | 69,3       | 24.534                |
| 9C          | Wien Innen-Ost           | 109.992            | 77.683             | 0,8                | 70,6               | 48.633     | 63,1       | 28.445                |
| 9D          | Wien Süd                 | 221.061            | 158.088            | 0,7                | 71,5               | 100.086    | 63,7       | 56.959                |
| 9E          | Wien Süd-West            | 212.052            | 159.859            | 1,1                | 75,4               | 107.008    | 67,7       | 51.127                |
| 9F          | Wien Nord-West           | 180.404            | 132.388            | 0,7                | 73,4               | 88.735     | 67,5       | 42.663                |
| 9G          | Wien Nord                | 180.336            | 137.220            | 0,6                | 76,1               | 89.894     | 65,9       | 46.442                |

## Beurteilung und weitere Entwicklung
Die Frage des Referendums wurde in allen Stimmbezirken und Bundesländern mit klarer Mehrheit befürwortet. Der höchste pro-EU-Stimmenanteil ergab sich mit 74,7 % im Burgenland, der niedrigste mit 56,7 % in Tirol. Die Wahlbeteiligung war mit durchschnittlich 82,3 % hoch und lag 2,0 bzw. 2,9 Prozentpunkte höher als bei der Bundespräsidentenwahl 1992 und der Nationalratswahl 1990 – ein Indiz, dass die Wählerschaft der Frage hohe Bedeutung beimaß. Im Burgenland war die Wahlbeteiligung am höchsten (94 %) und in Wien am niedrigsten (73 %). 64.390 österreichische Staatsbürger im Ausland (1,1 % der Stimmberechtigten) gaben ebenfalls ihre Stimme ab.
Das österreichische Referendum war das erste von insgesamt vier Referenden (drei weitere folgten in Schweden, Finnland und Norwegen) und in keinem der anderen Beitrittskandidaten-Länder fiel das „Ja“-Votum zum Beitritt so deutlich aus. Am 24. Juni 1994 unterzeichneten Bundeskanzler Vranitzky, Außenminister Mock sowie Sektionschef Ulrich Stacher und Botschafter Manfred Scheich den Beitrittsvertrag auf der Konferenz in Korfu.
Am 22. Juli 1994 reichten Beitrittsgegner beim Verfassungsgerichtshof Klage ein, weil die Regierung in unzulässiger Weise für ein positives Votum geworben habe und weil die Frist zwischen der Anordnung der Volksabstimmung durch den Bundespräsidenten und dem Tag der Abstimmung zu kurz gewesen sei. Die Klage wurde am 30. August 1994 durch den Verfassungsgerichtshof als unbegründet abgewiesen.
Nach der Hinterlegung der Ratifizierungsurkunde trat Österreich am 1. Jänner 1995 offiziell der Europäischen Union bei.